# Чаткальское землетрясение
Чаткальское землетрясение — одно из самых сильных землетрясений в Центральной Азии произошло 2 ноября 1946 года и достигло 9-10 баллов в эпицентре Чаткальского хребта. Магнитуда по шкале Рихтера достигла 7,5.
В городе Джалал-Абаде в результате этого стихийного бедствия пострадали многочисленные сооружения и здания. Населённые пункты, расположенные в плейтосейстовой зоне, были разрушены на 70-100 %. На западном склоне водораздела рек Ак-Суу и Ходжа-Ата образовался ряд трещин длиной до 200—300 метров. Ширина отдельных провалов между трещинами достигла 15-20 метров. К северу и югу от перевала Сары-Челек произошли крупные обвалы, оползни больших масс суглинков. Срывы скальных пород имелись в долинах рек Кызыл-Суу, Ходжа-Ата, Ойалама, на правом борту реки Нарын и других. Крупным свалом, перегородившим западный приток Кара-Суу, было образовано небольшое озеро. Другое озеро возникло по реке Итокар в результате завала шириной до 50 метров. На участке Токтогул-Ташкумыр возник ряд вывалов коренных пород, протяжённостью 3050 м при глубине 10-15 метров.
Афтершоки продолжались ещё несколько лет и закончились только в 1950 году.